# Pardosa umtalica
Pardosa umtalica este o specie de păianjeni din genul Pardosa, familia Lycosidae, descrisă de Purcell, 1903. Conform Catalogue of Life specia Pardosa umtalica nu are subspecii cunoscute.